# Pyrgus alveus
Pyrgus alveus es una especie de mariposa del género Pyrgus, categorizada en la tribu Pyrgini, de la subfamilia Pyrginae. Fue descrita por Jacob Hübner en 1802.

## Descripción
Se trata de una especie bastante variable con una envergadura de 22-32 mm (no siempre particularmente grande) y se han descrito varias subespecies. Como ocurre con la mayoría de las especies de Pyrgus, tiene alas de color marrón oscuro con márgenes a cuadros pálidos y es bastante difícil de identificar específicamente en el campo, pero las buenas vistas revelan manchas blancas claras y bien espaciadas en las alas anteriores y marcas mucho más tenues en las traseras.

## Distribución
Se distribuye por Suiza, Francia, Finlandia, Austria, Suecia, Alemania, Polonia, España, Italia, Noruega, Rusia, Rumania, Lituania, Estonia, Turquía, Bulgaria, Liechtenstein, Grecia, Mongolia, Eslovenia, Luxemburgo, Bosnia y Herzegovina, Chequia, Ucrania, Croacia, Macedonia del Norte, Hungría, Marruecos, Serbia, Bélgica, Eslovaquia y China.